# Godtube
GodTube – witryna służąca do udostępniania bezpłatnych klipów wideo związanych z chrześcijaństwem, zwłaszcza ewangelicznym. Oferuje pewne funkcje podobne do YouTube, ale specjalizuje się w filmach o tematyce chrześcijańskiej. Jej właścicielem jest Salem Web Network będący oddziałem firmy Salem Media Group.

## Historia
GodTube został uruchomiony wiosną 2007 roku. Jego założycielem był Christopher Wyatt z Los Angeles. Porównał on nową powstało witrynę do neutralnej "Szwajcarii", twierdząc, że jest otwarta na wszystkie teologiczne punkty widzenia. Zaznaczył jednak, że warunki użytkowania zabraniają jednak wszelkich treści, które „są sprzeczne z ewangelizacją Jezusa Chrystusa i Jego naukami, stanowią bluźnierstwo lub są w inny sposób obraźliwe dla naszej internetowej społeczności chrześcijańskiej. 
Według comScore, GodTube był najszybciej rozwijającą się witryną w USA w sierpniu 2007 roku. Później dynamiczny wzrost zaczął się zmniejszać.
W lutym 2009 roku GodTube zmienił nazwę na Tangle.com, rozwijając się w sieć społecznościową. Tangle zawierało również inne nowe funkcje, takie jak Biblia online, „interaktywna ściana modlitewna”, a także zachęcało niechrześcijan i ateistów do udziału i dzielenia się swoimi punktami widzenia. Cała aktywność w serwisie była również moderowana w celu odfiltrowania niepożądanych treści. 
W maju 2010 r. Salem Web Network przejął firmę macierzystą GodTube i Tangle.com.
W dniu 1 grudnia 2010 r. Tangle.com zostało zlikwidowane, a filmy zostały przeniesione z powrotem na konta GodTube.
W maju 2019 firma GodTube zaprezentowała nowe logo.